# Paratherina labiosa
Paratherina labiosa är en fiskart som beskrevs av Aurich, 1935. Paratherina labiosa ingår i släktet Paratherina och familjen Telmatherinidae. IUCN kategoriserar arten globalt som sårbar. Inga underarter finns listade i Catalogue of Life.